# Черітон (округ, Міссурі)
Шаблон:StateAbbr_ 39°31′ пн. ш. 92°58′ зх. д. / 39.52° пн. ш. 92.96° зх. д.
Округ  Черітон (англ. Chariton County) — округ (графство) у штаті Міссурі, США. Ідентифікатор округу 29041.

## Демографія
За даними перепису 
2000 року 
загальне населення округу становило 8438 осіб, усе сільське.
Серед мешканців округу чоловіків було 4042, а жінок — 4396. В окрузі було 3469 домогосподарств, 2344 родин, які мешкали в 4250 будинках.
Середній розмір родини становив 2,94.
Віковий розподіл населення поданий у таблиці:
| Стать    | До 15 років | 15-21 | 22-29 | 30-39 | 40-49 | 50-65 | 65-85 | Понад 85 |
| -------- | ----------- | ----- | ----- | ----- | ----- | ----- | ----- | -------- |
| Чоловіки | 749         | 405   | 284   | 491   | 622   | 702   | 703   | 86       |
| Жінки    | 789         | 410   | 277   | 471   | 621   | 733   | 872   | 223      |

## Суміжні округи
- Лінн — північ
- Мейкон — північний схід
- Рендолф — схід
- Говард — південний схід
- Салін — південний захід
- Керролл — захід
- Лівінгстон — північний захід

## Виноски
1. ↑  U.S. Decennial Census. United States Census Bureau. Архів оригіналу за 26 квітня 2015. Процитовано 14 листопада 2014.
2. ↑  Historical Census Browser. University of Virginia Library. Архів оригіналу за 11 серпня 2012. Процитовано 14 листопада 2014.
3. ↑  Population of Counties by Decennial Census: 1900 to 1990. United States Census Bureau. Архів оригіналу за 3 грудня 2014. Процитовано 14 листопада 2014.
4. ↑  Census 2000 PHC-T-4. Ranking Tables for Counties: 1990 and 2000 (PDF). United States Census Bureau. Архів оригіналу (PDF) за 18 грудня 2014. Процитовано 14 листопада 2014.
5. ↑  State & County QuickFacts. United States Census Bureau. Архів оригіналу за 8 липня 2011. Процитовано 7 вересня 2013. [Архівовано 2011-06-07 у Wayback Machine.](англ.) Наведено за англійською вікіпедією.
6. ↑  American FactFinder. Бюро перепису населення США. Архів оригіналу за 26 лютого 2012. Процитовано 31 січня 2008. [Архівовано 2008-05-21 у Wayback Machine.]

| США | Це незавершена стаття з географії США. Ви можете допомогти проєкту, виправивши або дописавши її. |